# Hainrode
Hainrode là một đô thị ở huyện Mansfeld-Südharz, Saxony-Anhalt, nước Đức. Đô thị Hainrode có diện tích 7,35 km².
Dân số thời điểm ngày 31 tháng 12 năm 2006 là 352 người.